# Liebvillers
Liebvillers – miejscowość i gmina we Francji, w regionie Burgundia-Franche-Comté, w departamencie Doubs.
Według danych na rok 1990 gminę zamieszkiwały 192 osoby, a gęstość zaludnienia wynosiła 63 osoby/km² (wśród 1786 gmin Franche-Comté Liebvillers plasuje się na 553. miejscu pod względem liczby ludności, natomiast pod względem powierzchni na miejscu 958.).